# Kiruna FF
El Kiruna FF es un equipo de fútbol de la ciudad de Kiruna, Suecia, que juega en la Division 2 Norra, la cuarta liga de fútbol más importante del país.

## Historia
Fue fundado el 21 de diciembre de 1970 en la ciudad de Kiruna tras la fusión de los equipos Kiruna AIF, IFK Kiruna, Kebne IK y Kiruna BK, aunque su nombre actual lo tienen desde el 2009. Cuenta también con una sección de fútbol femenil y están afiliados al Norrbottens Fotbollförbund.
Su temporada más exitosa hasta el momento ha sido la de 1991, año en el que ascendieron a la Division 1 Norra y pelearon por ascender a la Superettan (segundo nivel), aunque desde el 2009 juegan en la liga en la que están actualmente.
En 1992 compitieron en su primer torneo internacional, la Copa Intertoto, en la que quedaron en último lugar de su grupo con apenas 2 puntos.

## Palmarés
- Division 1 Norra: 1

1991
- Midnattsolscupen: 6

1985, 1996, 1997, 2002, 2005, 2008

## Participación en competiciones internacionales
| Temporada | Torneo        | Ronda          | Club                 | Casa | Visita | Resultado |
| --------- | ------------- | -------------- | -------------------- | ---- | ------ | --------- |
| 1992      | Intertoto Cup | Fase de grupos | ŠK Slovan Bratislava | 2–3  | 2–5    | 4° lugar  |
| 1992      | Intertoto Cup | Fase de grupos | Váci Izzó MTE        | 0–2  | 2–5    | 4° lugar  |
| 1992      | Intertoto Cup | Fase de grupos | Aarhus GF            | 1–1  | 1–1    | 4° lugar  |

## Jugadores

### Jugadores destacados
- Nikolái Larionov